# Apocephalus hispidus
Apocephalus hispidus är en tvåvingeart som beskrevs av Borgmeier 1958. Apocephalus hispidus ingår i släktet Apocephalus och familjen puckelflugor. Inga underarter finns listade i Catalogue of Life.